# ترون
ترون ورمز عملته المشفرة (TRX)، هو نظام تشغيل لامركزي مفتوح المصدر قائم على سلسلة الكتل، تم تأسيسها من قبل جاستن سن في مارس 2014، كانت في البداية عبارة عن عملة مبنية على شبكة إيثريوم، طور جاستن البروتوكول الخاص بها إلى سلسلة الكتل في عام 2018.

## التاريخ
بعد إنشاء العملة بثلاث سنوات تم تأسيس مؤسسة ترون في يوليو 2017، وأصبحت المشرفة عليها، وهي منظمة غير ربحية في سنغافورة، جمعت المؤسسة 70 مليون دولار في عام 2017 من خلال عرض العملات الأولي قبل وقت قصير من حظر الصين الرموز الرقمية.
حولت ترون بروتوكولها من رمز مبني على إيثريوم إلى شبكة سلسلة الكتل مستقلة في يونيو 2018. ثم أعلنت في 25 يوليو 2018 إنها استحوذت على شركة بت تورنت، وهي خدمة مشاركة الملفات من ند لند. كشف مؤسس بت تورنت برام كوهين في أغسطس 2018 أيضًا أنه كان يغادر الشركة لتأسيس شبكة شيا، وهو بديل لبيتكوين ليكون عملة معماة أقل استهلاكًا للطاقة.
بلغ إجمالي القيمة السوقية للشركة حوالي 1.6 مليار دولار بحلول يناير 2019. اعتبرها البعض كحالة نموذجية للطبيعة المعقدة والمضطربة للعملات المشفرة.

## روابط خارجية
الموقع الرسمي